# Клоназепам
Клоназепа́м — типичный транквилизатор и противоэпилептическое средство, относится к группе производных бензодиазепина. Припадки генерализованного типа подавляет в большей степени, чем фокального, поэтому используется при таких типах, как миоклонические и атонические припадки, абсансы, а также при фотосенситивной эпилепсии. При приёме препарата возможно развитие толерантности. Препарат редко бывает эффективным при тонико-клонических или парциальных припадках. Механизм действия: клоназепам связывается с бензодиазепиновым сайтом ГАМКА рецептора, что увеличивает его чувствительность к гамма-аминомасляной кислоте, снижая возбудимость нейронов.
Клоназепам входит в перечень жизненно необходимых и важнейших лекарственных препаратов, утверждённый распоряжением Правительства Российской Федерации от 07.12.2011 № 2199-р.

## Свойства
Клоназепам отличается от нитразепама лишь наличием атома хлора в положении 2 фенильного ядра.

## Применение
Клоназепам применяется при эпилепсии (височных и фокальных припадках, акинетических, миоклонических, генерализованных субмаксимальных), абсансах (типичных и атипичных малых эпилептических припадках), синдроме Леннокса — Гасто, болезни Унферрихта — Лундборга, синдроме беспокойных ног, синдромах пароксизмального страха (паническом расстройстве), фобиях (у больных старше 18 лет), в частности эффективен и при социофобии, остром маниакальном психозе при биполярном аффективном расстройстве. Может применяться для лечении акатизии, вызванной нейролептиками. Любые формы парасомний и других расстройств сна хорошо лечатся клоназепамом.

## Общие сведения
Подобно транквилизаторам группы бензодиазепинов, клоназепам оказывает успокаивающее, мышечно-расслабляющее, анксиолитическое и противосудорожное действия. Противосудорожное действие выражено у клоназепама сильнее, чем у других препаратов этой группы, в связи с чем его применяют в основном для лечения судорожных состояний. У больных эпилепсией, принимающих клоназепам, приступы возникают реже и их интенсивность снижается. Для больных спастической кривошеей препарат является одним из самых эффективных.
Препарат быстро всасывается. После приёма внутрь пик концентрации в плазме крови наблюдается через 1—2 часов. Начало действия клоназепама через 20—60 минут после употребления, продолжительность действия — до 12 часов у взрослых, 6—8 часов у детей. Период полураспада в организме составляет 18—20 часов. Выводится в основном с мочой.
Применяют клоназепам у детей и взрослых при малых и больших формах эпилепсии с миоклоническими приступами, при психомоторных кризах, повышенном мышечном тонусе. Используют также в качестве снотворного средства, особенно у больных с органическими повреждениями головного мозга.
При приёме препарата возможны расстройства координации движений, раздражительность, депрессивные явления, повышенная утомляемость, тошнота. Для уменьшения побочных явлений необходимо индивидуально подобрать оптимальную дозу, начиная с меньших доз и постепенно их увеличивая.
Приём клоназепама, по данным исследования J. B. Olesen и соавторов (2010), приводит к повышению риска суицида вскоре после начала лечения.
При длительном применении клоназепам может повышать массу тела:13.
Препарат проникает через плацентарный барьер и в грудное молоко. Его не следует назначать беременным и в период кормления грудью.

## Лекарственная зависимость
Риск формирования лекарственной зависимости возрастает при использовании больших доз, значительной длительности лечения, у пациентов, ранее злоупотреблявших этанолом или лекарственными средствами. В случае развития лекарственной зависимости резкая отмена сопровождается синдромом «отмены» (головная боль, миалгия, тревожность, напряжённость, спутанность сознания, раздражительность; в тяжёлых случаях — дереализация, деперсонализация, гиперакузия, парестезии в конечностях, световая и тактильная гиперчувствительность; галлюцинации и эпилептические припадки). Может развиться угнетение дыхания.
Резкая отмена клоназепама у пациентов с эпилепсией может повлечь за собой возникновение частых генерализованных тонико-клонических приступов, эпилептического статуса генерализованных тонико-клонических приступов, генерализованных тонико-клонических приступов de novo и учащение приступов других типов (не относящихся к генерализованным тонико-клоническим приступам). Это наблюдалось в одинаковой мере и в случаях, когда препарат был эффективен, и в случаях, когда терапевтический эффект клоназепама отсутствовал. Учащение приступов происходило через 1—6 дней после отмены. Возобновление приёма клоназепама в прежней или немного меньшей дозе чаще всего приводило к снижению частоты приступов. Рекомендуется медленная отмена препарата — снижение его дозы не более чем на 0,04 мг/кг/нед:55—56.

## Дозировки
Лечение клоназепамом начинают с малых доз, постепенно увеличивая их до получения оптимального эффекта. Дозировка индивидуальная в зависимости от состояния больного и его реакции на препарат. Препарат назначают в дозе 1,5 мг в сутки, разделённой на 3 приёма. Постепенно дозу повышают на 0,5—1 мг каждый 3-й день до получения оптимального эффекта. Обычно назначают 4—8 мг в сутки. Не рекомендуется превышать дозу 20 мг в сутки.
Детям клоназепам назначают в следующих дозах: новорождённым и детям до 1 года — 0,1—1 мг в сутки, от 1 года до 5 лет — 1,5—3 мг в сутки, от 6 до 16 лет — 3—6 мг в сутки. Суточную дозу делят на 3 приёма.

## Взаимодействия
Клоназепам усиливает действие антипсихотических средств, алкоголя, анальгетиков и миорелаксантов. При сочетании с препаратами, угнетающими ЦНС, происходит взаимное усиление эффектов. Циметидин может пролонгировать и усиливать действие клоназепама. Сочетанный приём клоназепама и вальпроата натрия может провоцировать судорожные припадки, сочетанный приём клоназепама и фенитоина повышает вероятность возникновения большого судорожного синдрома:401.
Приём грейпфрутового сока или его плода способен повлиять на метаболизм клоназепама.
В процессе лечения пациентам категорически запрещается употребление алкоголя, поскольку он может нарушить действие препарата, снизить эффективность лечения или вызвать непредвиденные побочные явления.

## Правовой статус
Постановлением правительства от 4 февраля 2013 года клоназепам внесён в Список III психотропных веществ, оборот которых в РФ ограничен и в отношении которых допускается исключение некоторых мер контроля. Ранее он входил в список сильнодействующих веществ.